# 현대 벨로스터
현대 벨로스터(Hyundai Veloster)는 현대자동차의 전륜구동 준중형 해치백 자동차이다. i30, i40와 함께 유럽 전략 자동차이기도 하다.

## 1세대(FS)

### 벨로스터(2011년3월~2015년1월)

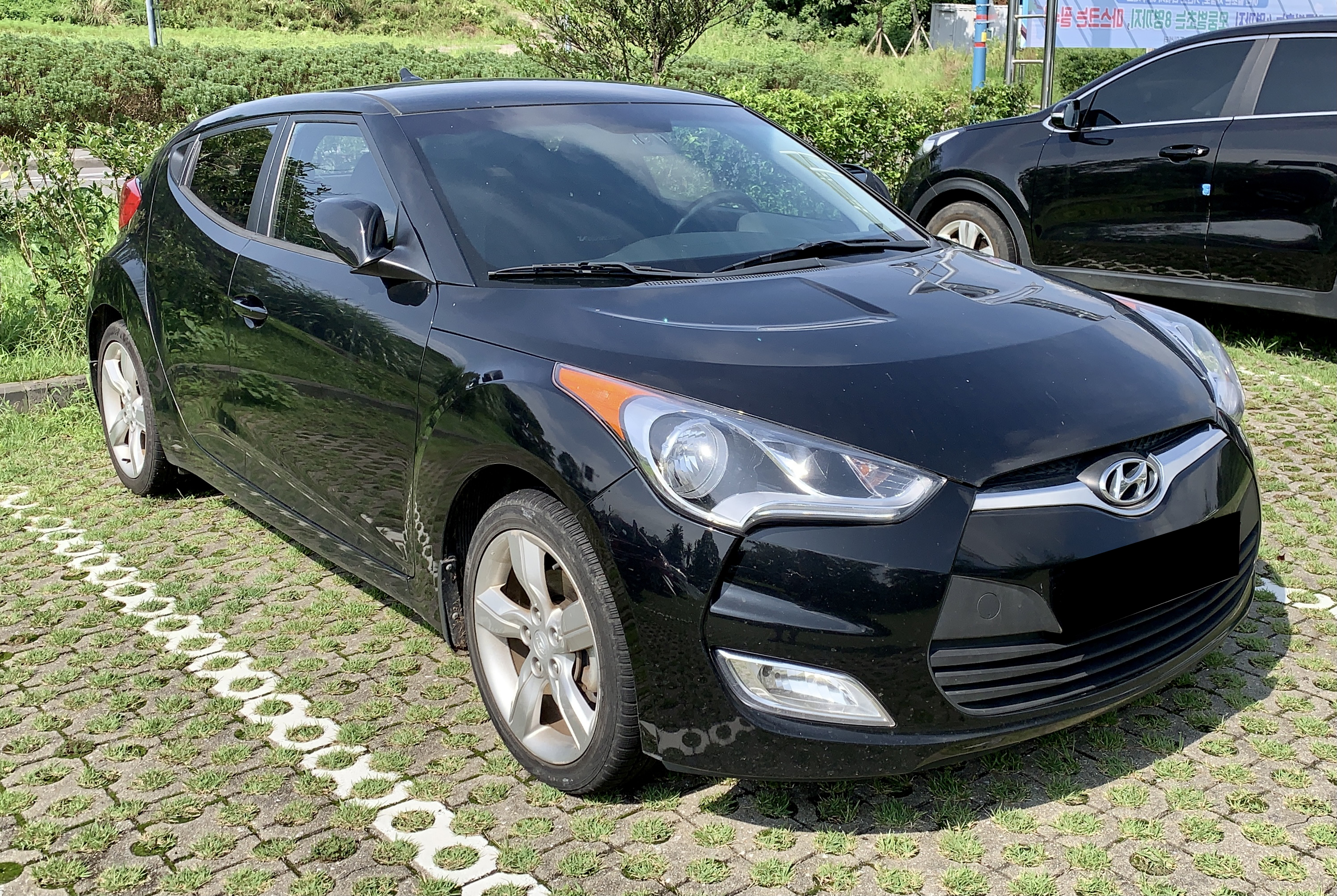
현대 벨로스터 정측면

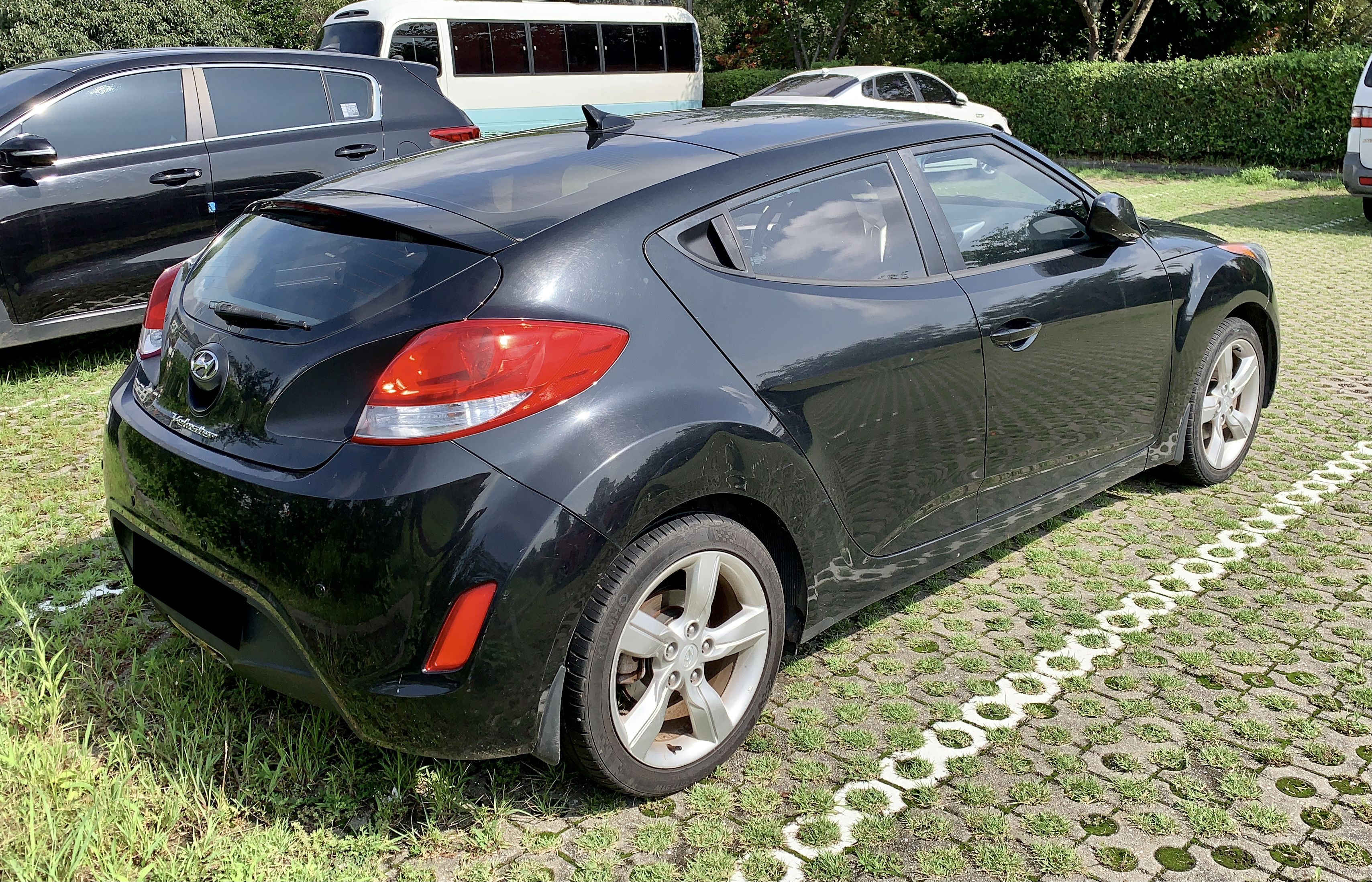
현대 벨로스터 후측면

당초 2011년 2월에 출시될 예정이었으나, 같은 해 3월 10일로 출시가 미뤄졌다. 아반떼(MD/JK)의 전륜구동 플랫폼을 활용하여 개발되었으며, 2007년에 개최되었던 서울모터쇼에서 선보였던 벨로스터 컨셉트 카(HND-3)의 양산형이다. 좌측에 있는 1개의 문과 우측에 있는 2개의 문으로 비대칭 도어(좌측 통행 국가에서 판매되는 사양은 비대칭 도어가 좌측에 있는 2개의 문과 우측에 있는 1개의 문으로 되어 있음.), 바디 컬러 인서트 타입 알루미늄 휠 등이 특징이다. 현대자동차가 차별화된 특화 서비스를 제공하기 위해 설립한 커뮤니케이션 브랜드인 PYL(약자가 처음에는 Premium Youth Lab이 었으나, 2012년 9월에 Premium Younique Lifestyle로 바뀜.)의 차종이다. 인텔리전트 DMB 내비게이션(후방 카메라 포함), 버튼 시동 스마트 키, 차체 자세 제어 장치, 1열 사이드&커튼 에어백, 타이어 공기압 경보 장치, 샤시 통합 제어 시스템 등이 기본으로 적용되었다.
- 2011년 7월 4일에는 대한민국산 자동차 최초로 건식 6단 듀얼 클러치 자동변속기가 적용되었다. 현대위아의 유닛이다.
- 2012년 4월 3일에는 더 강한 성능을 원하는 소비자들을 위한 터보가 선보였는데, 특히, 이때 추가된 영건 색상은 대한민국산 자동차 최초의 무광 색상이라는 점에서 큰 화제를 불러일으켰다. 1.6ℓ 감마 터보 GDi 엔진이 적용되어 차량이 멈춘 상태에서 시속 100km까지 속도를 높이는 데 걸리는 시간인 제로백이 7.4초를 기록하였으며,[3] 높아진 성능에 맞추어 브레이크와 서스펜션 등 주요 부품들이 세팅되어 스포티한 주행의 감각이 확보되었다.
- 2013년 3월 17일에는 힙합 뮤지션인 닥터 드레가 만든 비츠 오디오 사운드 시스템, 3가지 모드의 핸들링을 선택할 수 있는 플렉스 스티어, 후드 개폐성을 개선한 후드 가스 리프터 등이 적용된 2013년형이 선보였다.
- 2013년 12월 3일에는 현대자동차의 세계 랠리 선수권 대회 참가를 기념해 미쉐린의 18인치 고성능 타이어, 레이즈의 18인치 블랙 알루미늄 휠, 레드 색상으로 도색된 브레이크 캘리퍼가 적용된 튜익스 레이싱 트림이 터보에 추가되었다.

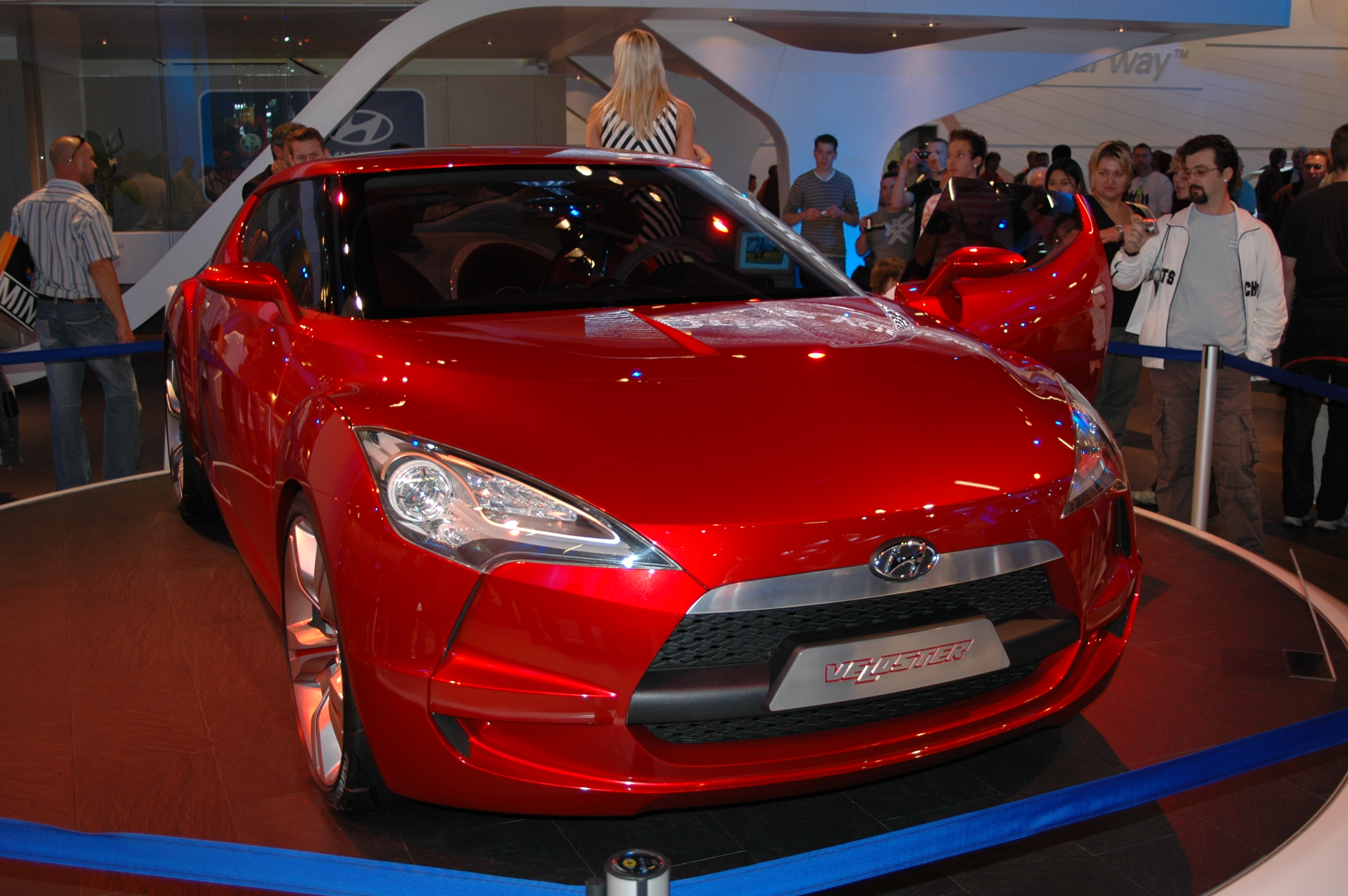
현대 벨로스터 컨셉트카 (HND-3) 정측면
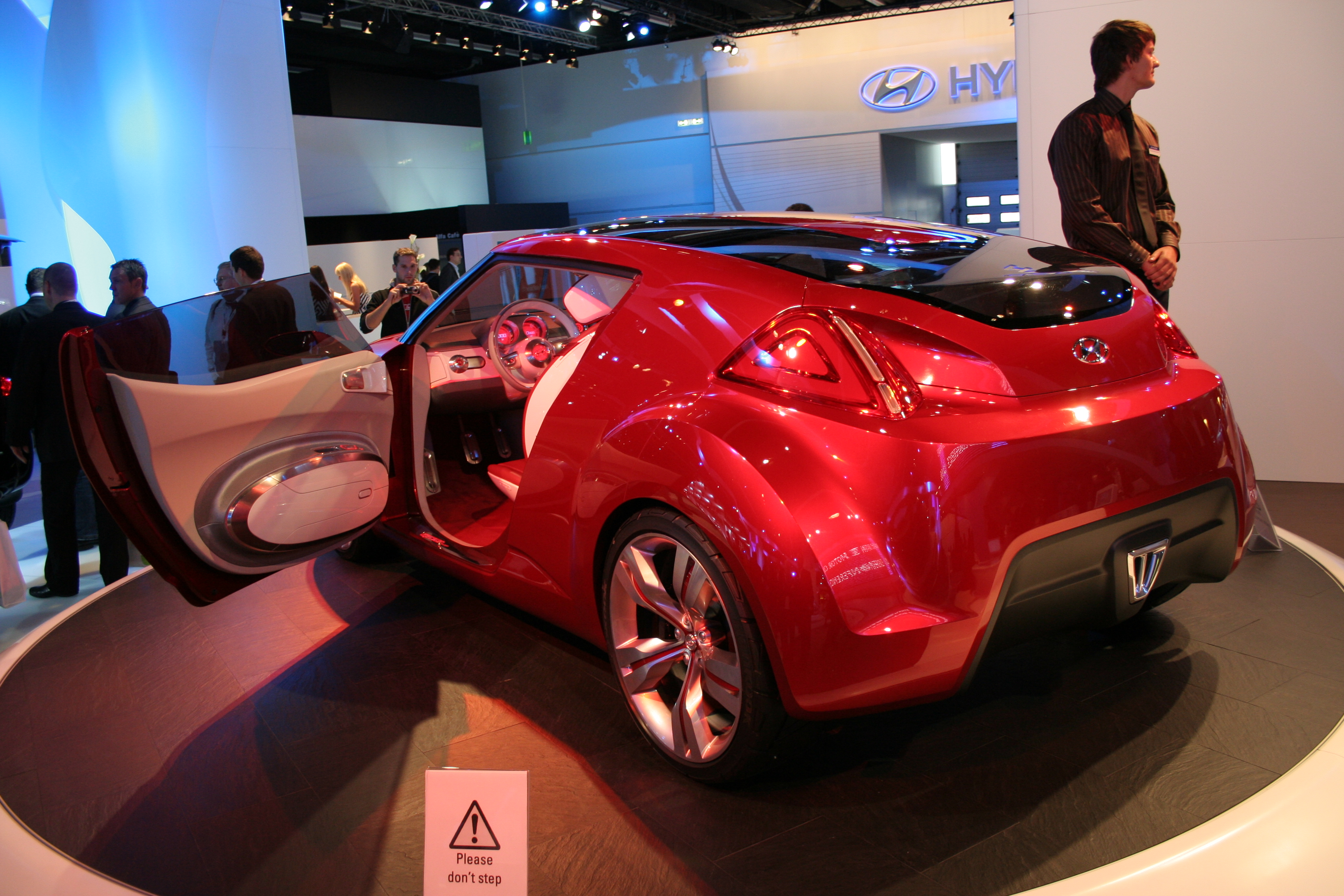
현대 벨로스터 컨셉트카 (HND-3) 후측면
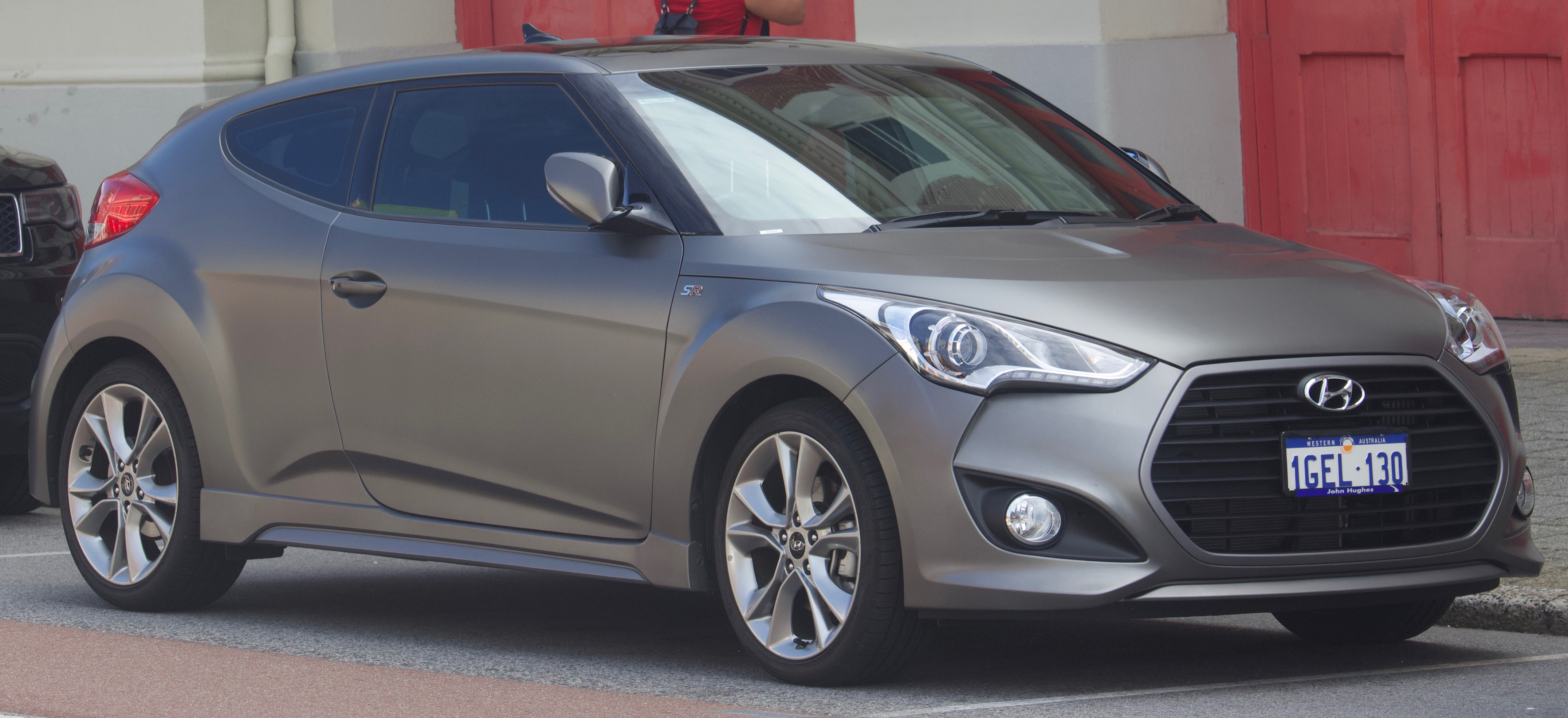
현대 벨로스터 터보 정측면
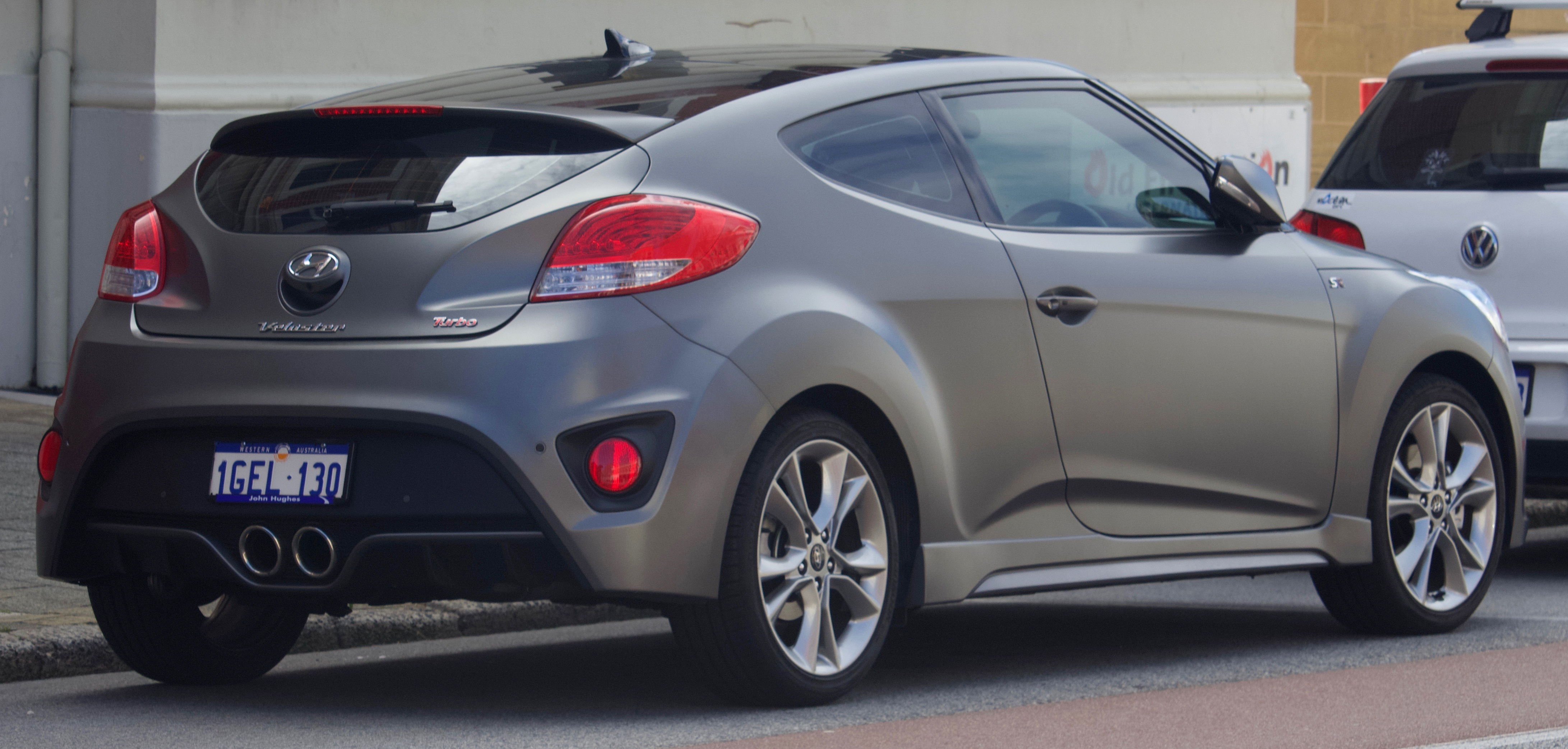
현대 벨로스터 터보 후측면

| 구분                 | 벨로스터 1.6ℓ 감마 GDi | 벨로스터 1.6ℓ 감마 터보 GDi                                                      |
| -------------------- | --- | -------------------------------------------------------------------------------- |
| 전장 (mm)            | 4,220 | 4,250                                                                            |
| 전폭 (mm)            | 1,790 | 1,805                                                                            |
| 전고 (mm)            | 1,400 | 1,400                                                                            |
| 축거 (mm)            | 2,650 | 2,650                                                                            |
| 윤거 (전, mm)        | 1,561(R17) 1,557(R18) | 1,557(R18)                                                                       |
| 윤거 (후, mm)        | 1,574(R17) 1,570(R18) | 1,570(R18)                                                                       |
| 승차 정원            | 4명 | 4명                                                                              |
| 변속기               | 수동 6단 자동 6단 듀얼 클러치 자동 6단(건식) | 수동 6단 자동 6단                                                                |
| 서스펜션 (전/후)     | 맥퍼슨 스트럿/토션 빔 | 맥퍼슨 스트럿/토션 빔                                                            |
| 구동 형식            | 전륜구동 | 전륜구동                                                                         |
| 엔진 형식            | G4FD | G4FJ                                                                             |
| 연료                 | 가솔린 | 가솔린                                                                           |
| 배기량 (cc)          | 1,591 | 1,591                                                                            |
| 최고 출력 (ps/rpm)   | 140/6,300 | 204/6,000                                                                        |
| 최대 토크 (kg*m/rpm) | 17.0/4,850 | 27.0/1,750~4,500                                                                 |
| 연료 탱크 용량 (ℓ)   | 50 | 50                                                                               |
| 요소수 탱크 용량 (ℓ) | - | -                                                                                |
| 공차 중량 (kg)       | 1,185(수동 6단)/ 1,230(자동 6단)/ 1,235(듀얼 클러치 자동 6단) | 1,280(수동 6단)/ 1,325(자동 6단)                                                 |
| 연비 (km/ℓ)          | 16.3(수동 6단)/ 15.3(자동 6단)/ 16.6(듀얼 클러치 자동 6단) (이후 도심 12.3/고속 14.9/복합 13.3(수동 6단)/ 도심 11.2/고속 14.2/복합 12.4(자동 6단)/ 도심 12.3/고속 15.5/복합 13.6(듀얼 클러치 자동 6단)으로 변경) | 도심 11.2/고속 14.9/복합 12.6(수동 6단)/ 도심 10.4/고속 14.0/복합 11.8(자동 6단) |
| Co2 배출량 (g/km)    | 144(수동 6단)/ 153(자동 6단)/ 141(듀얼 클러치 자동 6단) (이후 129(수동 6단)/ 140(자동 6단)/ 127(듀얼 클러치 자동 6단)으로 변경)                                                                                  | 138(수동 6단)/ 148(자동 6단)                                                     |

#### 라인업
| 구분     | 1.6ℓ 가솔린                        | 1.6ℓ 가솔린 터보                 |
| -------- | ---------------------------------- | -------------------------------- |
| 벨로스터 | 유니크 익스트림(2013년 PYL로 대체) | 익스트림(2013년 D 스펙으로 대체) |

### 더 뉴 벨로스터(2015년1월~2018년2월)

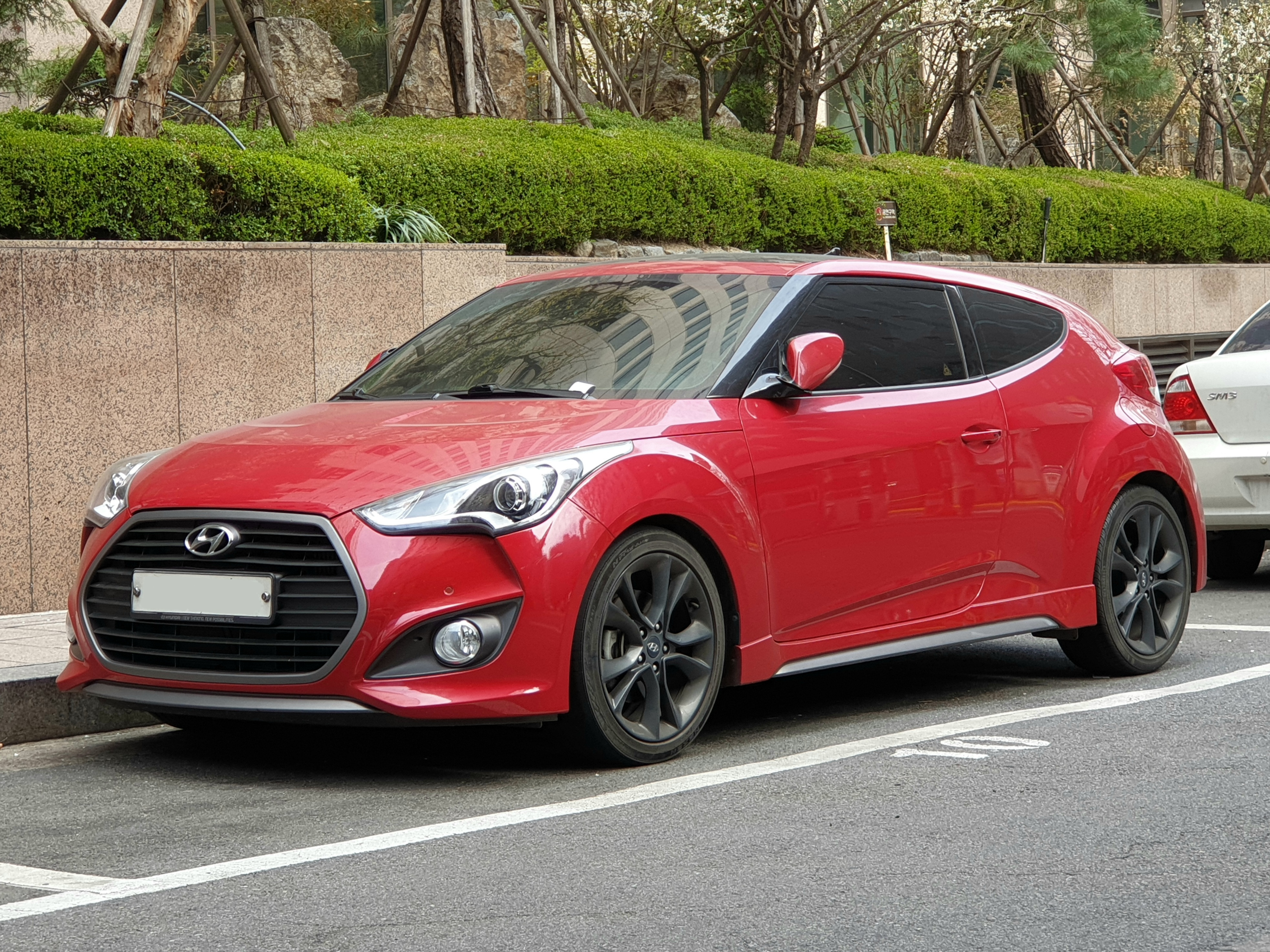
현대 더 뉴 벨로스터 정측면

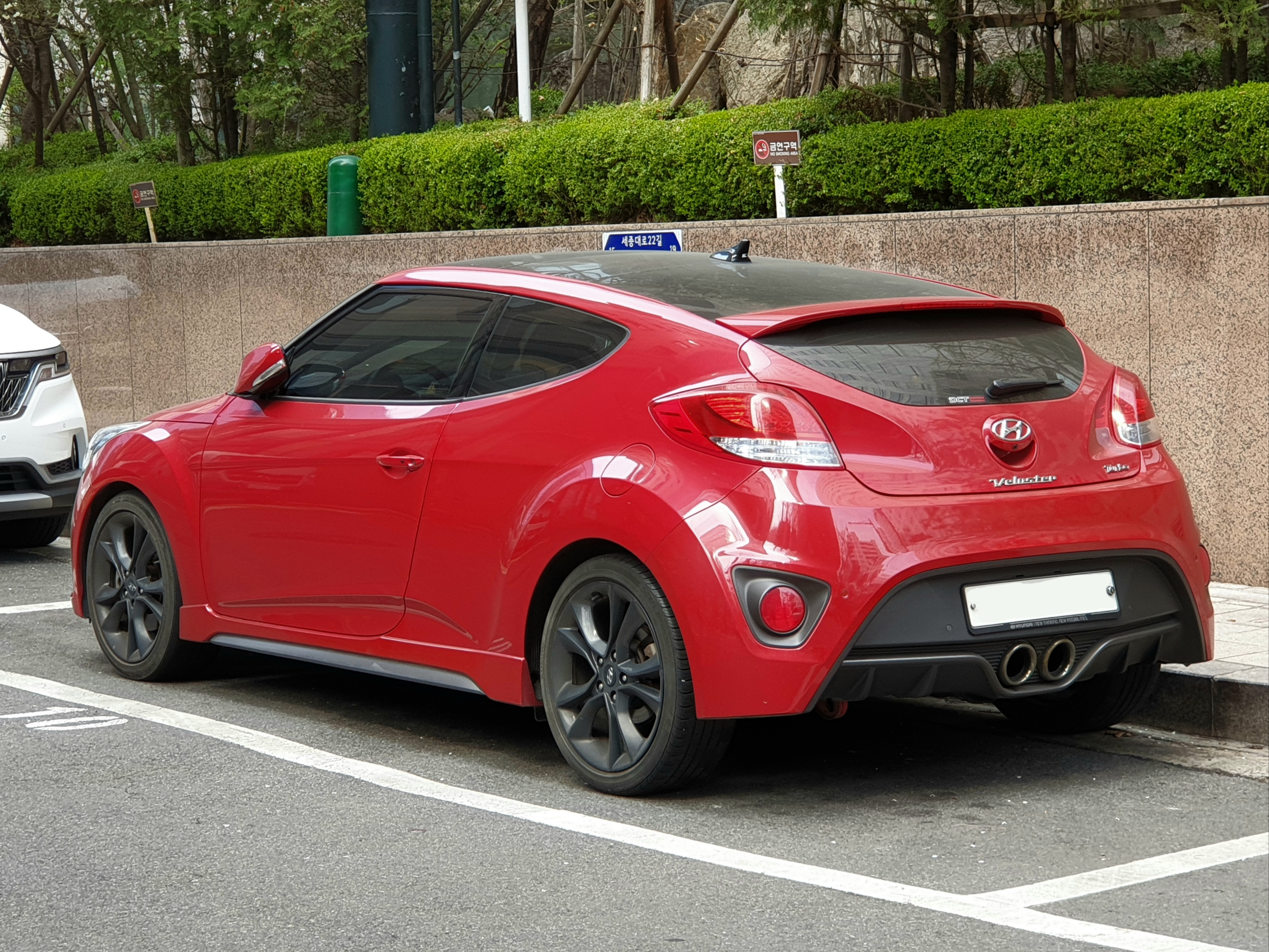
현대 더 뉴 벨로스터 후측면

2015년 1월 16일부터는 더 뉴 벨로스터가 시판되었다. 외적인 부분에서의 변화는 알루미늄 휠 정도이나, 속도 감응형 전동식 파워 스티어링 휠의 데이터 처리 단위 개선을 비롯해 롤오버 센서와 엔진 사운드 이퀄라이저 적용 등의 변화가 이루어졌다. 아울러 204마력 1.6ℓ 감마 터보 GDi 엔진에는 6단 자동변속기를 대신해 현대다이모스의 건식 7단 DCT가 새롭게 조합되었다.
| 구분                 | 더 뉴 벨로스터 1.6ℓ 감마 GDi | 더 뉴 벨로스터 1.6ℓ 감마 터보 GDi                                                            |
| -------------------- | --- | -------------------------------------------------------------------------------------------- |
| 전장 (mm)            | 4,220 | 4,250                                                                                        |
| 전폭 (mm)            | 1,790 | 1,805                                                                                        |
| 전고 (mm)            | 1,400 | 1,400                                                                                        |
| 축거 (mm)            | 2,650 | 2,650                                                                                        |
| 윤거 (전, mm)        | 1,561(R17) 1,547(R18) | 1,547(R18)                                                                                   |
| 윤거 (후, mm)        | 1,574(R17) 1,560(R18) | 1,560(R18)                                                                                   |
| 승차 정원            | 4명 | 4명                                                                                          |
| 변속기               | 수동 6단 자동 6단 듀얼 클러치 자동 6단(건식)                                                                                          | 수동 6단 듀얼 클러치 자동 7단(건식)                                                          |
| 서스펜션 (전/후)     | 맥퍼슨 스트럿/토션 빔 | 맥퍼슨 스트럿/토션 빔                                                                        |
| 구동 형식            | 전륜구동 | 전륜구동                                                                                     |
| 엔진 형식            | G4FD | G4FJ                                                                                         |
| 연료                 | 가솔린 | 가솔린                                                                                       |
| 배기량 (cc)          | 1,591 | 1,591                                                                                        |
| 최고 출력 (ps/rpm)   | 140/6,300 | 204/6,000                                                                                    |
| 최대 토크 (kg*m/rpm) | 17.0/4,850 | 27.0/1,750~4,500                                                                             |
| 연료 탱크 용량 (ℓ)   | 50 | 50                                                                                           |
| 요소수 탱크 용량 (ℓ) | - | -                                                                                            |
| 공차 중량 (kg)       | 1,225(수동 6단)/ 1,250(자동 6단)/ 1,250(듀얼 클러치 자동 6단)                                                                         | 1,300(수동 6단)/ 1,330(듀얼 클러치 자동 7단)                                                 |
| 연비 (km/ℓ)          | 도심 12.2/고속 14.9/복합 13.3(수동 6단)/ 도심 11.4/고속 13.9/복합 12.4(자동 6단)/ 도심 12.1/고속 15.2/복합 13.3(듀얼 클러치 자동 6단) | 도심 11.3/고속 13.9/복합 12.4(수동 6단)/ 도심 11.2/고속 14.1/복합 12.3(듀얼 클러치 자동 7단) |
| Co2 배출량 (g/km)    | 130(수동 6단)/ 140(자동 6단)/ 129(듀얼 클러치 자동 6단)                                                                               | 140(수동 6단)/ 141(듀얼 클러치 자동 7단)                                                     |

#### 라인업
| 구분           | 1.6ℓ 가솔린 | 1.6ℓ 가솔린 터보 |
| -------------- | ----------- | ---------------- |
| 더 뉴 벨로스터 | 유니크 PYL  | D 스펙           |

## 2세대(JS)

### 더 올 뉴 벨로스터(2018년2월~2020년11월)

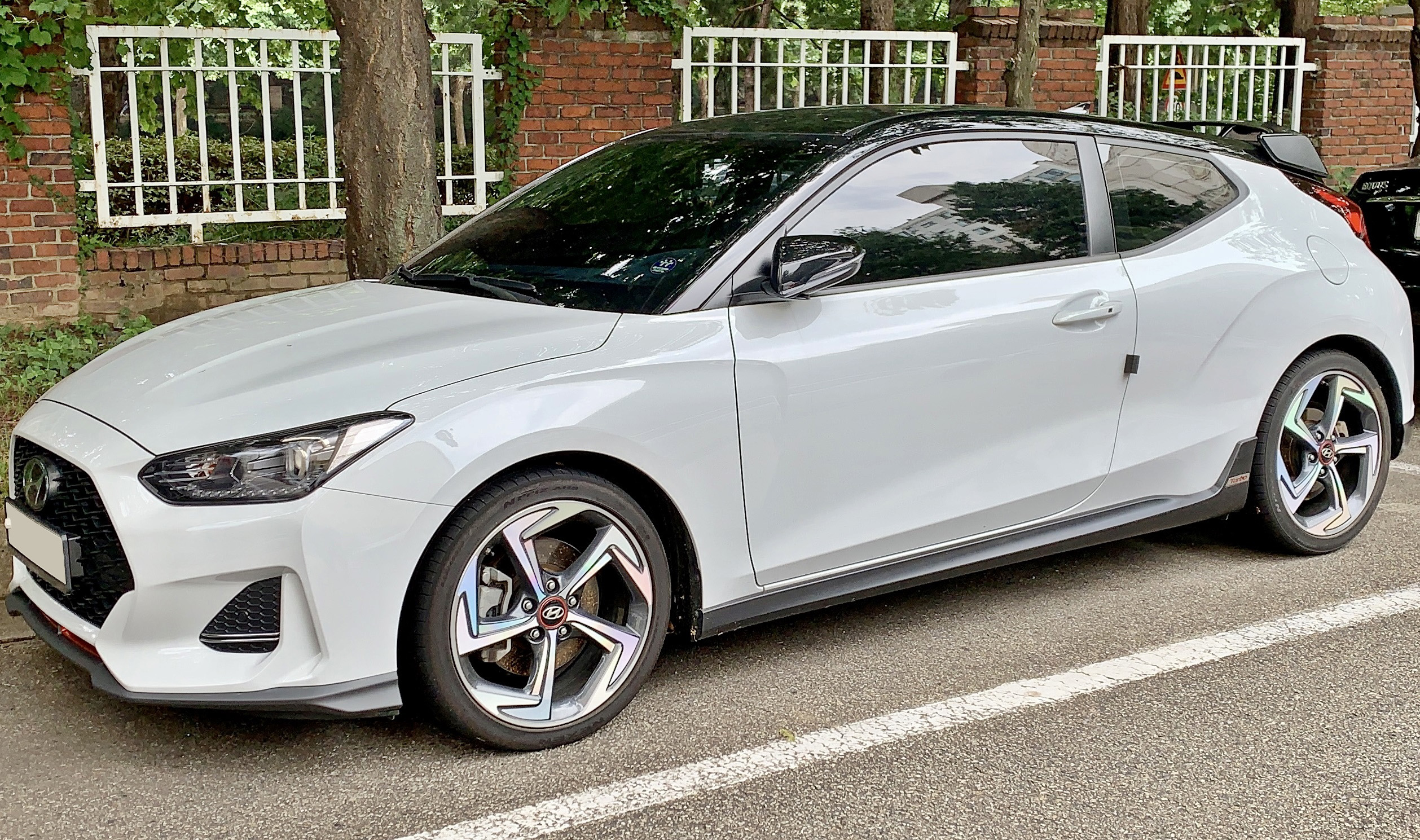
현대 더 올 뉴 벨로스터 1.6ℓ 터보 정측면

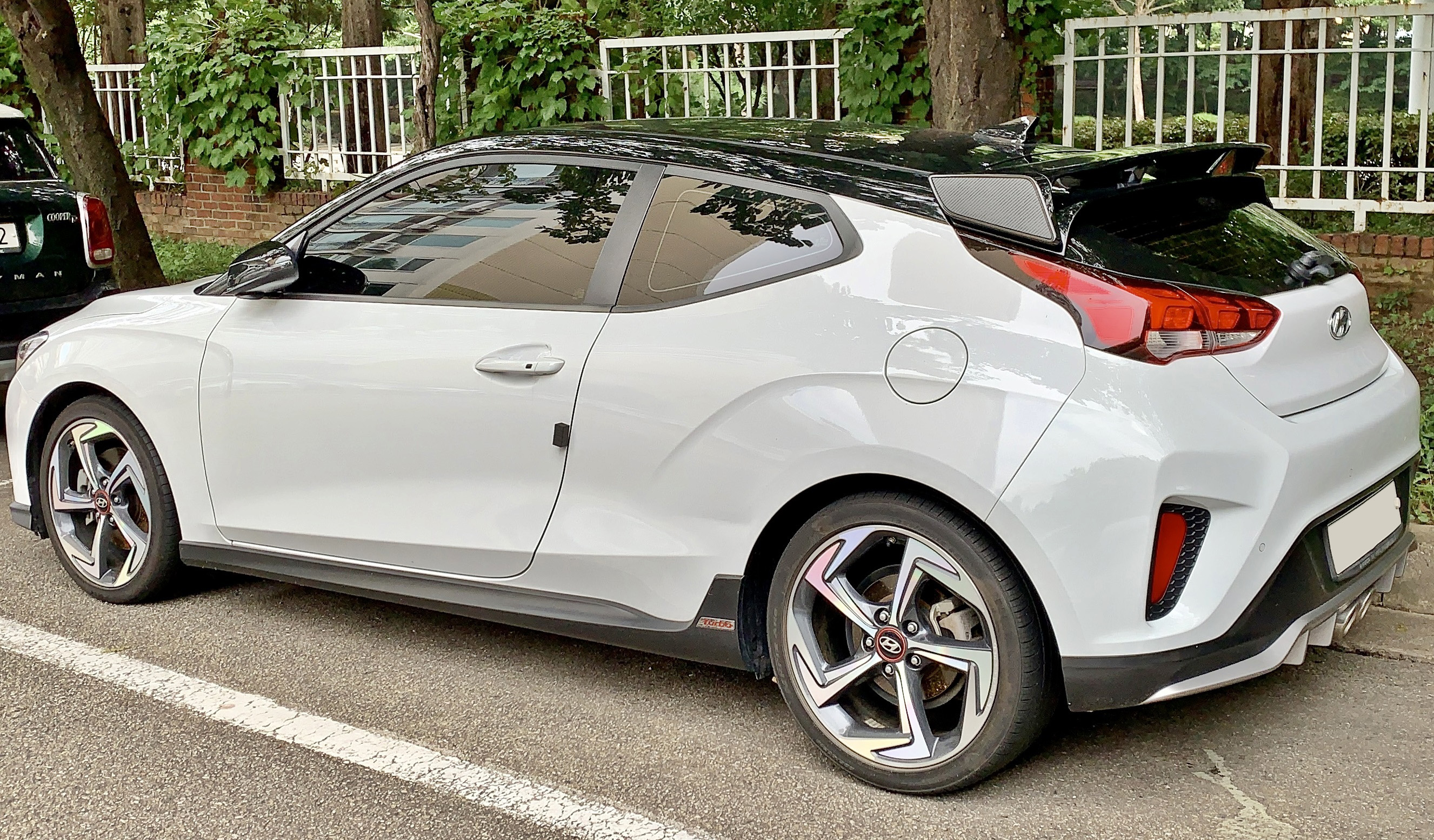
현대 더 올 뉴 벨로스터 1.6ℓ 터보 후측면

2018년 2월 12일에 출시되었다. 3세대 i30의 플랫폼을 활용하였으며, 풀 모델 체인지를 통해 스포티함을 더욱 부각시켰다. 벨로스터의 아이덴티티인 센터 머플러와 1+2 비대칭 디자인을 계승하면서도 역동적인 쿠페 스타일의 디자인과 운전자 중심의 실내를 지향한다. 전면의 경우 캐스케이딩 그릴은 더욱 날렵해졌으며 스포티함을 강조하기 위해 공기흡입구를 모방한 디자인을 추가하였다. 이전 모델에는 소극적이던 후드라인도 대거 채용하여 근육미를 살렸다. 헤드램프는 차체에서 자연스럽게 이어주며 그릴과 공기흡입구 장식과 조화를 이룬다. 또한 프런트 립을 이전 모델에 비해 확대 적용하면서 공력성능과 스포티한 디자인을 한층 높여준다. 측면 디자인은 대체로 이전모델을 계승하나 더욱 날렵하고 직선적인 라인과 투톤 도색 적용에 의해 역동적이고 세련된 느낌을 준다. 훨은 새롭게 디자인되었으나 개성적인 디자인으로 인해 벨로스터 특유의 톡특함을 내세운다. 후면 디자인의 경우 확대된 리어 램프와 리어 글래스가 새롭게 적용되었다. 다만 리어 디퓨져나 범버 하단에서 번호판으로 이어지는 검은색 몰딩은 이전모델에서 계승했다. 또한 공기흡입구 디자인을 범퍼하단에 배치해 전면과 조화를 이룬다. 2세대 벨로스터는 전 모델에 후륜 멀티링크 서스펜션을 적용하고 1,000~2,000rpm에서 최대 토크를 발휘하는 터보 엔진을 기본 장착해 저중속에서의 순간 가속력 등 실용영역 성능을 강화시켰다. 또한 6단 수동변속기와 건식 7단 듀얼 클러치 변속기를 소비자가 취향에 따라 선택할 수 있도록 했다. 1.6 터보 모델의 경우 현대차 최초로 오버부스트 기능을 적용해 2,000~4,000rpm 구간에서 좀 더 역동적인 느낌을 주도록 했다. 모든 1.6 터보 모델에는 순간토크, 가속도, 터보 부스트압 등을 실시간으로 보여주는 디지털 퍼포먼스 게이지를 기본화하고, RPM 게이지를 형상화한 1.6 터보 전용 컴바이너 타입 헤드업 디스플레이(HUD), 추월 등의 상황에서 일시적으로 스포티한 주행성능을 높이는 DS(Drive Sporty) 모드와 패들쉬프트를 적용한 1.6 터보 전용 7단 DCT 등을 탑재했다. 투톤 루프를 추가비용 없이 선택사양으로 제공하고 라디에이터 그릴 및 프론트 범퍼, 휠, 리어 머플러 및 범퍼, 슈퍼비전 클러스터 등에 모델별로 차별화된 디자인 요소를 적용한다. 운전석은 낮은 힙 포지션의 버킷시트, 운전석과 조수석 공간을 분리시키는 인테리어 트림 컬러, 인체공학적 설계로 사용편의성을 극대화한 센터페시아, 돌출형 내비게이션 등으로 운전자가 운전에 몰입할 수 있도록 구성됐다. 버튼 하나만 누르면 재생 중인 음악에 대한 정보를 확인 할 수 있는 사운드하운드(Sound Hound)가 국내 최초로 탑재됐으며 카카오의 인공지능(AI) 플랫폼 카카오 I(아이)의 음성인식 서버를 활용한 서버형 음성인식 기술을 적용했다. 또한 전 모델에 전방 충돌방지 보조(FCA)와, 전방 충돌 경고(FCW)를 현대차 최초로 기본 적용했으며, 후측방 충돌 경고(BCW), 후방 교차충돌 경고(RCCW), 차로 이탈방지 보조(LKA), 차로 이탈 경고(LDW), 운전자 주의경고(DAW), 하이빔 보조(HBA), 스마트 크루즈 컨트롤(SCC) 등으로 구성된 현대 스마트센스 패키지를 운영한다.
그러나 판매 부진으로 2020년 말에 1.4/1.6 터보는 모두 생산이 중단되고, 벨로스터 N으로 단일화됐다.

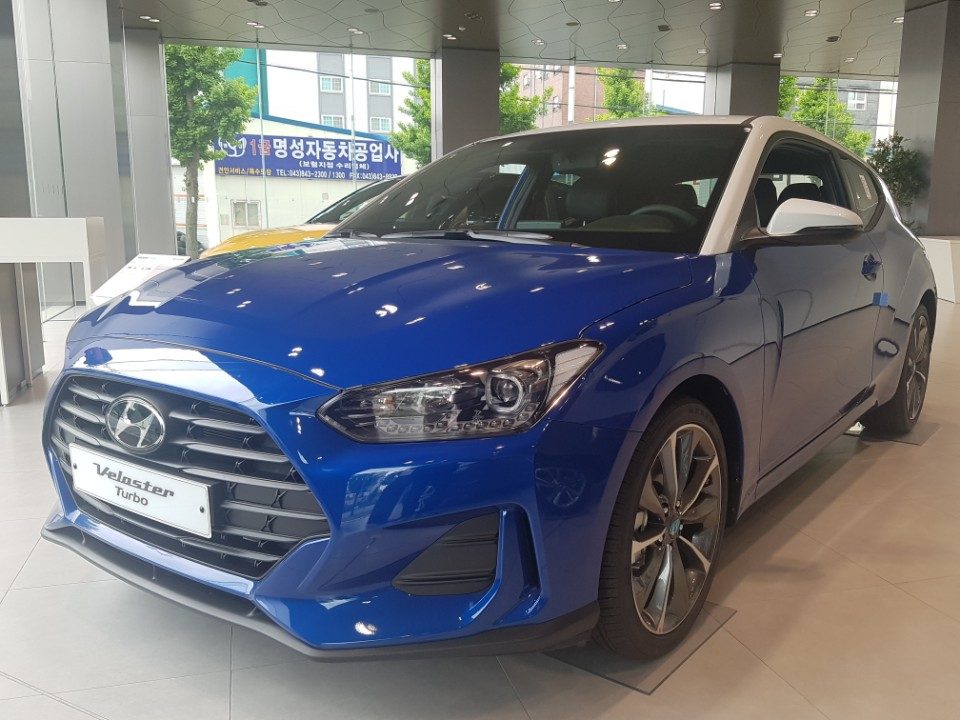
현대 더 올 뉴 벨로스터 1.4ℓ터보 정측면
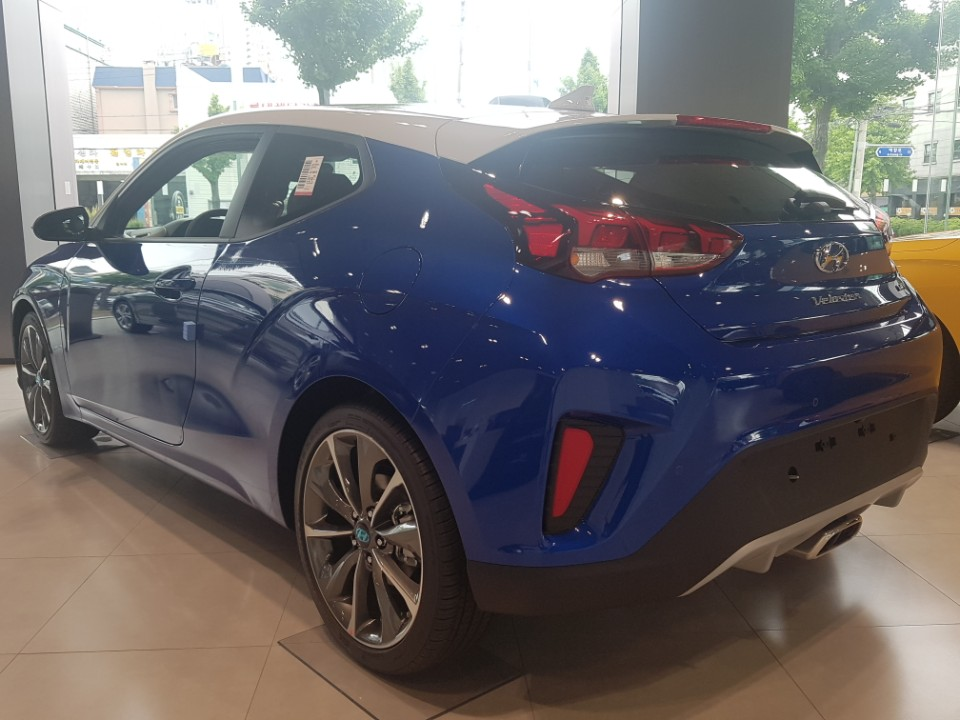
현대 더 올 뉴 벨로스터 1.4ℓ터보 후측면

| 구분                 | 더 올 뉴 벨로스터 1.4ℓ 카파 터보 GDi                | 더 올 뉴 벨로스터 1.6ℓ 감마 터보 GDi |
| -------------------- | --------------------------------------------------- | --- |
| 전장 (mm)            | 4,240                                               | 4,240 |
| 전폭 (mm)            | 1,800                                               | 1,800 |
| 전고 (mm)            | 1,400                                               | 1,400 |
| 축거 (mm)            | 2,650                                               | 2,650 |
| 윤거 (전, mm)        | 1,561(R17) 1,549(R18)                               | 1,549(R18) |
| 윤거 (후, mm)        | 1,575(R17) 1,563(R18)                               | 1,563(R18) |
| 승차 정원            | 4명                                                 | 4명 |
| 변속기               | 듀얼 클러치 자동 7단                                | 수동 6단 듀얼 클러치 자동 7단(건식) |
| 서스펜션 (전/후)     | 맥퍼슨 스트럿/멀티링크                              | 맥퍼슨 스트럿/멀티링크 |
| 구동 형식            | 전륜구동                                            | 전륜구동 |
| 엔진 형식            | G4LD                                                | G4FJ |
| 연료                 | 가솔린                                              | 가솔린 |
| 배기량 (cc)          | 1,353                                               | 1,591 |
| 최고 출력 (ps/rpm)   | 140/6,000                                           | 204/6,000 |
| 최대 토크 (kg*m/rpm) | 24.7/1,500~3,200                                    | 27.0/1,500~4,500 |
| 연료 탱크 용량 (ℓ)   | 50                                                  | 50 |
| 요소수 탱크 용량 (ℓ) | -                                                   | - |
| 공차 중량 (kg)       | 1,285(17/18인치 휠)                                 | 1,270(18인치 휠)/ 1,300(18인치 휠)/ 1,300(18인치 휠) |
| 연비 (km/ℓ)          | 도심 11.9/고속 14.8/복합 13.1(듀얼 클러치 자동 7단) | 도심 11.4/고속 14.3/복합 12.6(수동 6단)/ 도심 11.2/고속 14.0/복합 12.4(수동 6단)/ 도심 11.3/고속 14.5/복합 12.6(듀얼 클러치 자동 7단)/ 도심 11.1/고속 14.2/복합 12.4(듀얼 클러치 자동 7단) |
| Co2 배출량 (g/km)    | 127(17/18인치 휠)                                   | 132(18인치 휠)/ 134(18인치 휠) |

#### 라인업
| 구분              | 1.4ℓ 가솔린 터보 | 1.6ℓ 가솔린 터보                              |
| ----------------- | ---------------- | --------------------------------------------- |
| 더 올 뉴 벨로스터 | 모던 모던 코어   | 스포츠 스포츠 코어 JBL 익스트림 사운드 에디션 |

### 벨로스터 N(2018년6월~2022년6월)

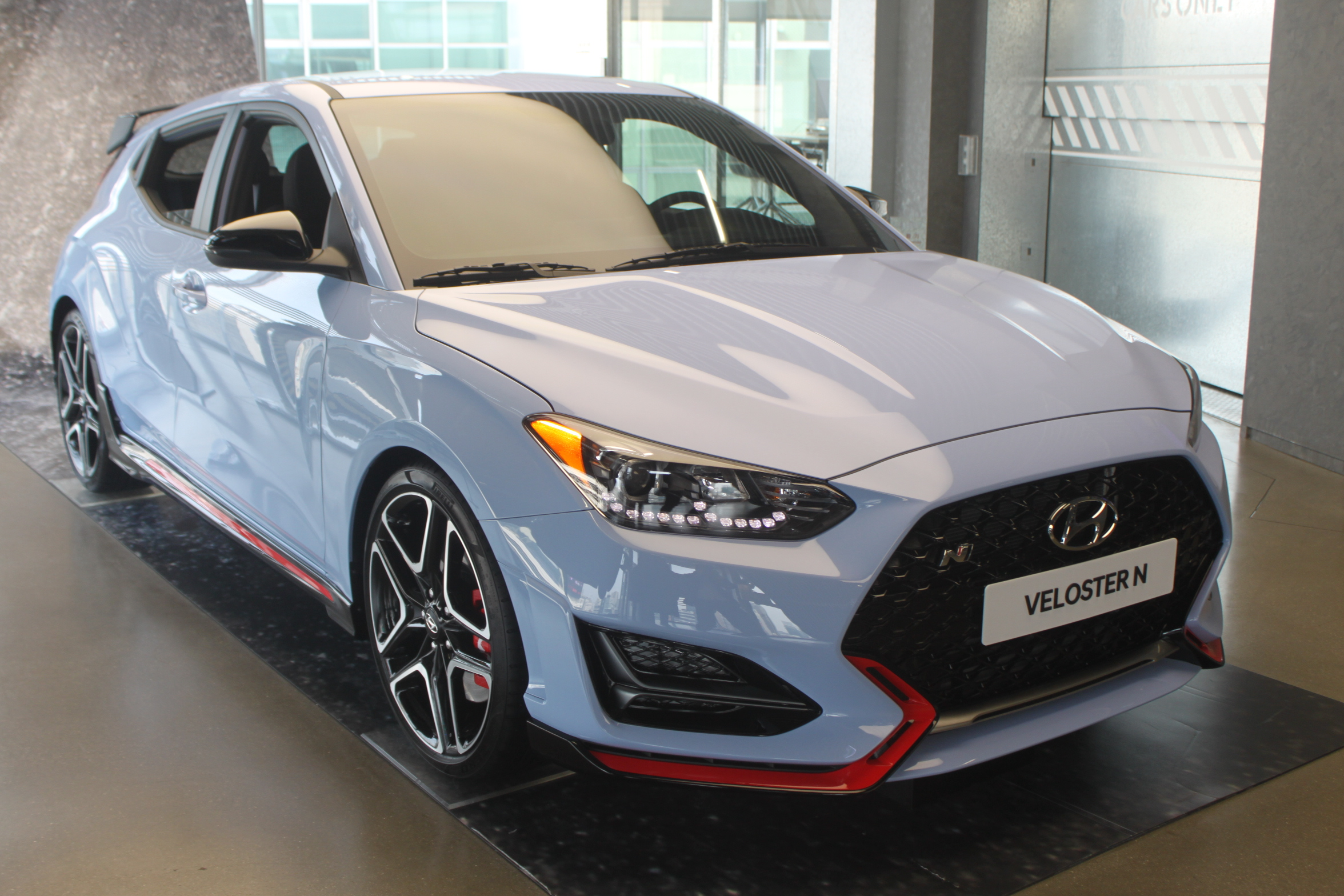
현대 더 올 뉴 벨로스터 N 정측면

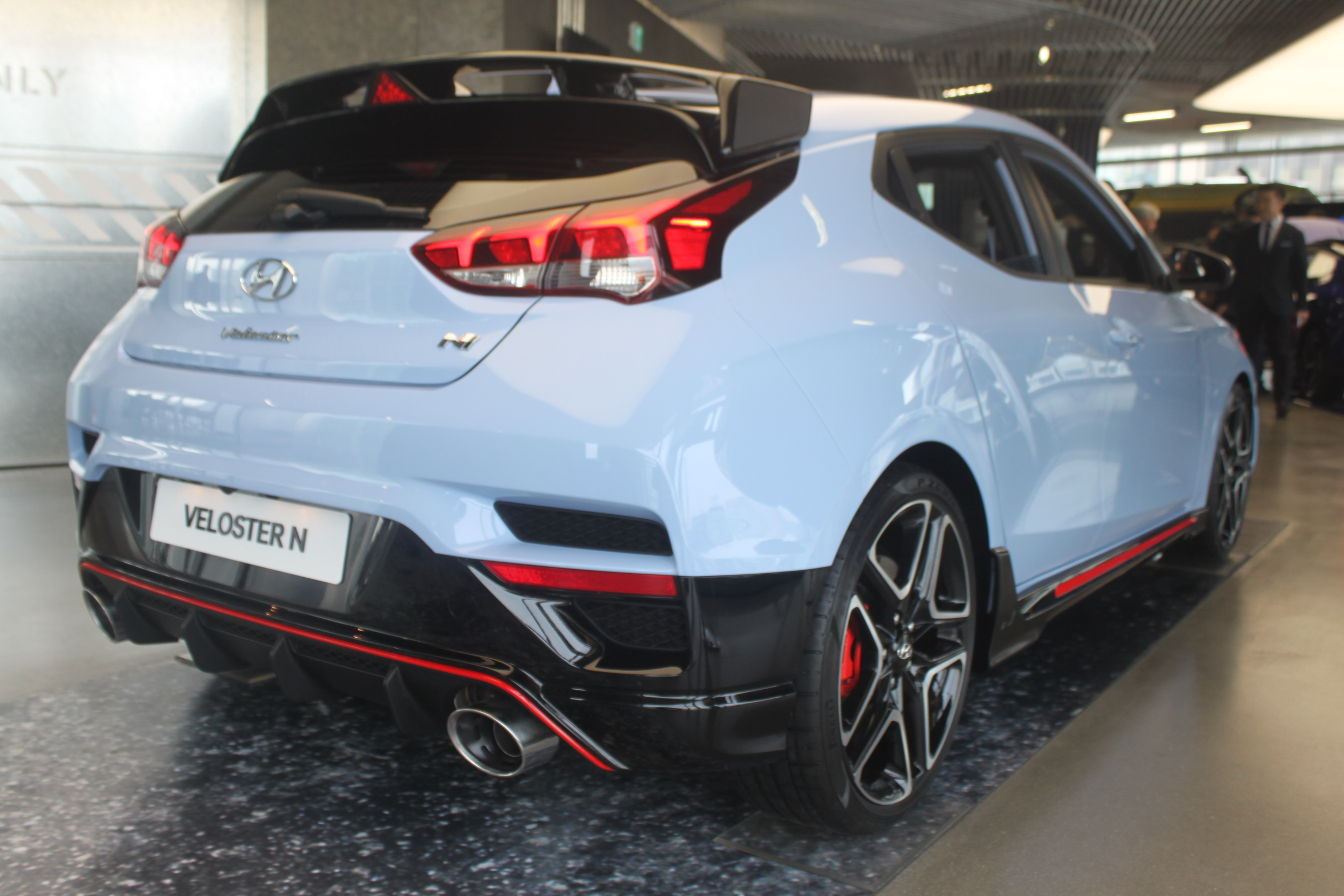
현대 더 올 뉴 벨로스터 N 후측면

벨로스터 N은 현대자동차의 고성능 라인업인 N에 속한 벨로스터이다. 대한민국 내수에서 벨로스터의 다른 라인업들이 단종됨에 따라 벨로스터 N으로 단일화됐으며, N은 주문생산한다. 외관은 늘어난 그릴 면적과 더불어 윙 타입 리어 스포일러, 대형 에어핀등이 적용된다.
i30N에 탑재된 세타2 2.0리터 가솔린 터보 엔진과 동일 모델이 장착되고, 기본 성능은 250마력에 퍼포먼스 팩을 적용하면 최대 275마력을 발휘한다. 세타2 엔진은 기존 설계에서 고부하 고회전, 높은 횡 가속도의 상황에서도 효율적인 냉각 성능으로 성능 저하가 일어나지 않게 하였다. i20 WRC 출전 차량을 개발하면서 얻은 노하우를 그대로 세타2 엔진에 적용, 장시간 서킷을 달려도 성능 저하가 거의 발생하지 않는다. 흡기와 배기 또한 WRC 기술을 내재화하여 흡기 유로를 최적화, 흡기 센서의 개선으로 엔진 응답성을 향상시키고 인터쿨러 위치를 변경하여 최대한 효율을 높혔다. 고온 흡기 상황에서는 성능 저하를 막기 위해 압축비를 기존 대비 낮춰 촉매와 배기 계통의 압력 부하도 감소시켰다. 거기에 더불어 흡기 온도를 흡기 센서를 통해 ECU에서 엔진의 움직임을 최적화할 수 있게 ECU 프로그램 코딩도 새로 추가 및 최적화하였다. 기존의 배기시스템 내경 사이즈가 용접 비드로 축소되는걸 막기 위해 새롭게 용접 비드를 바깥쪽으로 구성하였다. 초반에는 드라이섬프 방식 오일 윤할 시스템의 적용을 도모했으나 높은 가격으로 인해 대안으로 기존의 웨트 섬프 방식에 오일 펌프 흡입구 형상과 오일팬을 최적화하여 빠른 가감속과 코너링으로 오일 윤할이 제한되는 현상을 최대한 억제했다. 크랭크축과 밸브 시트 또한, 고강성으로 설계하면서 마찰력을 줄여 고회전시의 높은 부하에도 내구성을 확보하는등 엔진 성능을 전반적으로 극대화하였다.
2018년 첫 출시 당시에는 6단 수동변속기만 나왔으며, 습식 8단 DCT는 2020년에 추가됐다. 6단 수동변속기의 경우, 고성능 주행에 알맞는 클러치와 더불어 자동으로 다운시프트시 엔진 회전수를 맞춰주는 레브-매치 기능도 들어가며 이 기능은 운전자의 요구에 따라 비활성화가 가능하다. 또한 6단 수동변속기의 싱크로나이즈 링을 코팅하여 변속감을 개선시키기도 했으며 습식 8단 DCT는 다양한 퍼포먼스 변속 로직 세팅으로 런치 컨트롤, 트랙에서 능동적으로 변속을 하는 N 트랙 센스 시프트, 변속 충격을 의도적으로 가미한 N 파워 시프트의 설정을 운전자가 필요한 운전 환경에 따라 선택을 가능하게 한다. 시프트 업을 할 때 엔진 회전수를 제어해 수동변속기에서나 구현 가능했던 뒤에서 힘있게 밀어주는 듯한 느낌(Push Feel, 푸쉬 필)을 구현 또한 8단 DCT의 특징이다. 정지 상태에서 시속 100km까지 도달하는 시간은 수동변속기 모델보다 0.5초 빠른 5.6초이며 80km/h에서 120km/h까지 가속하는데 걸리는 시간이 수동변속기보다 0.3초 빠르다.
벨로스터 N의 서스팬션은, 기존의 벨로스터의 전륜 맥퍼슨 스트럿과 멀티링크 방식의 장점을 활용하면서도 TCR, WRC등 모터스포츠와 뉘르부르크링 노르트슐라이페에서의 주행 시험으로 얻은 데이터를 이용, 크게 개선하여 퍼포먼스 드라이빙에 초점을 맞췄다. 특히 스크럽 반경 (바퀴 중심축과 조향축이 노면에서 만나 이루는 각도)을 0에 맞추기 위해 브레이크와 허브 구조를 재설계하여 '제로 스크럽' 세팅을 하였고 전자식 (다판 클러치와 전자 엑츄에이터)를 활용한 E-LSD 차동 기어 제한장치를 적용해 트랜스액슬 방식의 가로배치 전륜구동차량의 구조적 특성상 드라이브 액슬의 길이차로 인한 토크 스티어 현상을 최대한 억제하여 코너링시 가속에서도 안정적인 조종 성능을 유지하였다. 또한 기본형 벨로스터의 고무 부시 샤시, 엔진 마운트 체결부위에서 벗어나 모터스포츠와 고성능 차량에 적용되는 고무 부시의 강화와 솔리드 마운트 타입 부시를 전륜 로워암에 필로우 볼 조인트를 적용한 예와 같이 성능 개선 효과가 가장 큰 부위에 선별하여 적용해, 승차감과 주행진동을 악화시키지 않으면서도 민첩하고 날카로운 조정성과 직결감을 확보하였다. 현대자동차 샤시통합컨셉설계팀 정진호 책임연구원에 따르면 벨로스터 N은 i30N과 더불어 WRC 기술이 가장 많이 내재화된 양산차중 하나이다.
실내는 각종 차량 정보와 세팅 변경을 표시하는 AVN 터치식 플로팅 디스플레이와 N전용 특제 알칸타라 스웨이드 재질의 스포츠 버킷 시트가 장착된다. 스티어링 휠의 오른쪽에 위치한 하늘색 N 드라이브 모드 버튼은 N 모드로 전환이 신속히 이루어질 수 있게하였다. N 드라이브 모드는 엔진 ECU 맵핑, 레브 매칭 특성, 전자식 능동 가변 배기 밸브의 개폐, E-LSD의 특성과 ESC 전자제어 서스팬션의 감쇠력 변경등이 통합안전제어기에 전송, 통합안전제어기에서 스티어링, 변속기, 엔진, 서스팬션 제어 로직으로 다시 전송된다. 스티어링 휠의 왼쪽에 위치한 주행모드는 Eco-Normal-Sport-N 모드가 존재하며 커스텀 모드도 존재하여 운전자가 원하는대로 차량의 세팅을 터치 스크린에서 변경 가능하다. N 드라이브 모드 버튼 위, 크루즈 컨트롤 버튼 옆 하단에는 NGS (N Grin Shift) 버튼이 있으며 DCT 모델에만 존재하는 모드이다. NGS 모드는 20초간 엔진과 변속기의 최대 성능을 끌어내며 사용이후 3분간 사용이 불가능하다. 적용된 현대 스마트 센스 안전 기술은 전방 추돌방지 보조, 차로 이탈방지 보조, 후측방 충돌 경고, 운전자 주의 경고, 하이빔 보조, 후방 교차추돌 경고가 있다.
브레이크는 기본으로 전륜에 직경 330 mm, 후륜 300 mm의 로터를 장착하였고 선택사양으로 전륜 345 mm, 후륜 315 mm의 디스크 로터를 장착이 가능하다. 브레이크의 고부하 상황에서도 효율적인 냉각을 위해 에어가이드가 앞 범퍼에 탑재되었다. 브레이크 캘리퍼는 브램보등의 해외 유명 캘리퍼 대신 현대에서 자체개발한 N 1피스톤 캘리퍼를 사용한다. N 퍼포먼스 파츠로 N 모노블록 4피스톤 캘리퍼와 하이브리드 대구경 디스크 로터가 튜닝 패키지로 선택이 가능하다.
휠과 타이어는 18인치와 19인치 경량 알루미늄 단조 휠에 기본형의 18인치 휠에는 미쉐린 파일럿 슈퍼스포트 225/40Z18 92Y XL HN이 장착되며 퍼포먼스 패키지에는 19인치 휠 피렐리 피제로 PZ4 235/35R19 91Y XL HN이 장착된다. 옵션으로 앞좌석 통풍/열선 시트, 풀오토 에어컨, LED 헤드램프/리어 콤비 램프, 와이드 선루프 등이 적용된다.
그러나 아반떼 N이 출시된 후 판매량이 급감했고, 이에 현대자동차가 아반떼 N에 집중하고 2세대 코나의 생산라인 확보를 위해 벨로스터 N을 2022년 6월까지 생산하기로 결정하면서 벨로스터는 단종이 완전히 확정됐다.
| 구분                   | 벨로스터 N 2.0ℓ 세타 II 터보 GDi |
| ---------------------- | --- |
| 전장 (mm)              | 4,265 |
| 전폭 (mm)              | 1,810 |
| 전고 (mm)              | 1,400 1,395(퍼포먼스 패키지) |
| 축거 (mm)              | 2,650 |
| 윤거 (전, mm)          | 1,557(R18) 1,555(수동) 1,573(DCT) |
| 윤거 (후, mm)          | 1,566(R18) 1,564(R19) |
| 승차 정원              | 4명 |
| 변속기                 | 수동 6단 듀얼 클러치 자동 8단(습식) |
| 기어비                 | 3.803/1.931/1.696/1.276/1.027/0.854 R=3.558 (수동 6단) 3.714/2.261/2.174/1.621/0.927/0.767/0.878/0.698 R=3.697 (8단 DCT)                       |
| 종감속 기어비          | 4.154 (1/2/R)/3.176 (3/4/5/6) (수동 6단) 4.333 (1/2/R)/3.250 (3/4/5/6) (퍼포먼스 패키지 수동 6단) 3.800 (1/2/5/6/R) /2.714 (3/4/7/8) (8단 DCT) |
| 서스펜션 (전/후)       | 맥퍼슨 스트럿/세미 트레일링 암 기반 멀티링크                                                                                                   |
| 구동 형식              | 전륜구동 |
| 조향                   | 듀얼 피니언 R-EPS |
| 엔진 형식              | G4KH |
| 연료                   | 고급 가솔린 (RON 91) |
| 배기량 (cc)            | 1,998 |
| 행정 X 직경 (mm)       | 86.0 X 86.0 |
| 압축비                 | 9.5:1 |
| 최고 출력 (ps/rpm)     | 250/6,000 275/6,000(퍼포먼스 패키지) |
| 최대 토크 (kg*m/rpm)   | 36.0/1,450~4,700(기본형) 36.0/1,450~4,750(퍼포먼스 패키지) 38.5(NGS 모드 사용시)                                                               |
| 엔진 최대 회전수 (rpm) | 6,800 |
| 0-100 km/h (초)        | 6.4 6.1 (퍼포먼스 패키지 수동) 5.6 (8단 DCT)                                                                                                   |
| 연료 탱크 용량 (ℓ)     | 50 |
| 요소수 탱크 용량 (ℓ)   | - |
| 공차 중량 (kg)         | 1,385(18인치 휠) 1,415(19인치 휠,수동 6단) 1,460(19인치 휠, 듀얼 클러치 8단)                                                                   |
| 연비 (km/ℓ)            | 도심 9.7/고속 12.1/복합 10.7(수동 6단) 도심 9.5/고속 11.9/복합 10.5(수동 6단, 퍼포먼스 패키지) 도심 8.9/고속 12.3/복합 10.2(듀얼 클러치 8단)   |
| Co2 배출량 (g/km)      | 159(18인치 휠) 162(19인치 휠/수동 6단) 167(19인치 휠/듀얼 클러치 8단)                                                                          |

#### 라인업
벨로스터 N은 단일 트림으로 판매되었으며, N 퍼포먼스 파트를 출고시 장착하도록 지정할 수 있었다.
| 구분       | 2.0ℓ 가솔린 터보 |
| ---------- | ---------------- |
| 벨로스터 N | 벨로스터 N       |

## 각종 미디어에서의 등장

### 비디오 게임에서의 등장
- 포르자 호라이즌 4 - 벨로스터 N
- BeamNG.drive - 벨로스터 N
- Car Parking Multiplayer - 벨로스터 (1세대)

### 만화에서의 등장
- 헬로 카봇 - 카봇 스카이 (1세대 모델)